# Atelerix sclateri
El erizo somalí (Atelerix sclateri) es una especie de mamífero erinaceomorfo de la familia Erinaceidae. Como su nombre indica, se trata de un erizo endémico de Somalia. Tiene las patas de color marrón oscuro y negro. Tiene el vientre de color blanco y marrón sobre el abdomen. Es muy parecido al erizo pigmeo africano, del que se diferencia por tener en sus patas posteriores cinco dedos en lugar de cuatro.